# 摩根家族
摩根家族是美国一个金融和银行业王朝，于19世纪末和20世纪初在美国和世界各地变得声名显赫。家族成员经过几代人积累了巨额财富，其中约翰·皮尔庞特·摩根（J·P·摩根；1837–1913）的成就最为突出。
摩根家族成员控制了他们时代的银行业，并因此闻名于世。J.P.摩根是这个王朝的实际领导者，在世纪之交是美国最杰出的商人。他彻底改变了众多行业，包括电力、铁路、钢铁等。借助他的经营方式，他在宣示自己作为美国最有影响力商人的力量方面非常成功。历史学家将摩根家族以及其合作伙伴网络称为美国巨大银行业帝国的一部分，即“摩根公司”。很难为这个王朝划定一个确切的开始和结束日期。然而，许多学者将这个银行业王朝的终结归因于J.P.摩根去世。美国记者和历史学家罗恩·切尔诺描述了这个王朝在J.S.摩根和J.P.摩根时代的辉煌。在《摩根公司：一个美国银行王朝和现代金融业的崛起》中，他记述了摩根家族成员的人生，他们的生活“镶有传说……成熟且神秘，[并]暴露于苦涩的争论之下。”

## 历史

迈尔斯·摩根的徽章

摩根家族起源于17世纪的威尔士。迈尔斯·摩根出生于格拉摩根郡兰达夫，是威廉·摩根之子。20岁时迈尔斯与他的兄弟约翰和詹姆斯一起飘洋过海远赴美洲，在新的世界寻求新的机遇。他们1636年4月抵达，在马萨诸塞湾殖民地登陆 。迈尔斯先后定居于罗克斯伯里和斯普林菲尔德，并与未来的妻子普鲁登斯·吉尔伯特相遇。 迈尔斯在斯普林菲尔德战役中当过士兵，后在农场工作过上舒适的生活。他一直生活在城市，83岁去世。
他的一个儿子纳撒尼尔，通过成为小镇上强有力的成员继续着摩根这一姓氏的传奇。纳撒尼尔在镇上从事许多职业，包括围栏监察员、土地保卫人、押收家畜人、巡官、勘测员和税收评估员。 1691年1月19日他与汉娜·伯德结婚，汉娜是康涅狄格州法明顿的詹姆斯·伯德的女儿。
纳撒尼尔之子约瑟夫·摩根，是七个孩子中的第五个。约瑟夫生于1702年12月3日，年轻时就开始学习编织。21岁时成为萨菲尔德的约西亚·凯洛格队长连队的一名士兵。在父亲去世后，他继承了奇科皮土地的一部分。1735年他与玛丽·斯特宾斯结婚，靠一座二百英亩的农场养活一家人。他去世后将大部分财产留给了儿子小约瑟夫和泰特斯。
1776年4月26日小约瑟夫在汉普郡民兵第三军团第八连被选为少尉，后为中尉。他去世后，他的一个儿子约瑟夫三世继承了112英亩土地。
约瑟夫三世是首位进入金融行业的摩根家族成员，该家族正是因此闻名于世。他将农场工作的家族事业抛到身后。1812年他作为私人银行家加入华盛顿慈善协会。 他搬家到哈特福，那里是康涅狄格河谷最繁荣的贸易中心之一。 1816年11月，他购买了哈特福交易所咖啡馆而成为店主。那里是所有该地区商业事务和社会活动的中心；在这类咖啡馆或酒馆与新客户见面、与其他商人合作的想法推动了北美洲的产业增长。 1825年7月他收购了哈特福银行。约瑟夫三世购买了哈特福火灾保险公司并重组为安泰火灾保险公司。（许多交易是在他的咖啡馆达成，其充当了商人们的枢纽）。一场大火袭击了纽约市持有安泰保险计划的许多建筑，约瑟夫·摩根三世迅速对这些客户进行赔付。由此新业务大举涌入，因为这家保险公司已被视作高度可靠、值得信赖。该公司的合伙人和股东在未来几年大赚一笔。 从农场业转入咖啡馆业务后，约瑟夫三世决定进军金融业的时机已到。他收购了主要街道上的城市酒店并修复清理一新。这家酒店生意前所未有地蓬勃发展。 他娶了莎拉·摩根（姓斯宾塞），莎拉是哈特福孤儿院院长。他担任公司董事直到去世。
朱尼厄斯·斯宾塞（J.S.）·摩根，约瑟夫三世之子，在银行业中发挥了突出的作用。从小他就展示出像父亲一样进入商业领域的兴趣。1829年，时年15岁，他作为学徒与商人阿尔弗雷德·威尔斯在波士顿工作。此后他供职于多家公司，其中包括：
- 摩根，凯彻姆和纽约的公司（1834 - 1836）
- 豪，马瑟公司；后来被称为马瑟，摩根公司（1836 - 1851）
- J.M.毕比，摩根公司（1851 - 1854），波士顿当时最大的商业银行[9]
- 乔治皮博迪公司（1854 - 1864）

1864年，朱尼厄斯·摩根将乔治皮博迪公司更名为J.S.摩根公司。在他领导下，该公司成为美国和欧洲最重要的银行之一。J.S.摩根在64岁退休。
也许家族中最杰出的成员是J.P.摩根（1837 - 1913），J.S.摩根之子。他自幼接触父亲的生意。他曾作为一名会计在德雷克塞尔·摩根公司工作，1871年最终成为公司合伙人。
1885年他开始收购并重组铁路公司。通过他的经营策略，“摩根化”一词被用来形容他收购公司创造垄断、消灭竞争、削减成本的手段。 到世纪之交，他在商业方面取得了难以置信的成功，控制了美国大部分主要行业。在1907年恐慌中，J.皮尔庞特·摩根挽救了美国政府。
摩根银行业风格的主要特征由J.P.摩根所延续，体现于这些银行“延续了古老欧洲大型银行的传统，服务政府、大型企业和富人”。 J.皮尔庞特·摩根也是众多社交俱乐部的成员，包括联盟俱乐部、纽约游艇俱乐部和尼克博克俱乐部。 1891年，他还创办了自己的俱乐部，大都会俱乐部，著名成员包括科尼利厄斯·范德比尔特、大流士·奥格登·米尔斯等等。俱乐部创立时有1200名常驻会员和500名非常驻会员。  这些社交俱乐部在建立美国社会的有力领导者间的关系方面非常重要。以英国社会俱乐部为蓝本， 这些机构包括对日常生活拥有巨大影响力的人物，如银行家 、政客、律师和铁路大亨。
J.P.摩根的遗产由他的同名儿子继承，虽然他儿子从未像父亲那样突出。小约翰·皮尔庞特·摩根出生于1867年，就读于哈佛大学1889级。他也被称为“杰克”，像其父一样进入银行业，1892年成为在德雷克塞尔·摩根纽约银行经纪公司的合伙人。1894年他协助建立了J.P.摩根公司。然而，他的人生标志着摩根王朝的衰落。格拉斯-斯蒂格尔法案于1933年通过， 该法案限制了投资银行和商业银行的并购，强盗资本家和银行垄断的末日随之而来。 自此，J.P.摩根公司成为一家商业银行，摩根士丹利成为投资银行。由于新立法以及公众对大企业越来越多的反感，杰克的机会要比他的前任少得多。此外，杰克患有多种疾病，如神经炎，以致于不得不从众多职位上辞职。 最终，1913年前强盗资本家时代的银行家们已经成为“创造之王”，因为他们使美国经济一跃成为生产和能源的工业强国。这种前所未有的发展被归结于摩根的银行风格。

## 财富
据估计经通货膨胀调整后，J.P.摩根（1837 - 1913）在历史上最富有的美国人中排名第24位。 他的财富被认为已达到约380亿美元（以2007年美元计算）。其他估计认为是415亿美元左右（以2014年美元计算）。
据史学家迈克尔·M·克莱珀和罗伯特·E·冈瑟说，摩根拥有美国历史上最高的财富占国民生产总值的比率。在他们的书《富有的100人：从本杰明·富兰克林到比尔·盖茨》中， 摩根的财富占国民生产总值的比率为328。 当时，他的财富总计约为1190亿美元。

## 家谱
威廉·摩根支系
- 威廉·摩根（1582-1649），娶伊丽莎白·摩根（娘家姓摩根），是另一位威廉·摩根（来自梅琴和特雷迪加）的岳父。
  - 约翰·摩根（1605-1699）
  - 詹姆斯·摩根（1607-1685）
  - 迈尔斯·摩根（1616-1699），娶普鲁登斯·摩根（娘家姓吉尔伯特）
    - 玛丽·摩根（1644-1683），嫁埃德蒙·普瑞德斯，后与尼古拉斯·拉斯特再婚
    - 伯特·乔纳森·摩根（1646-1714），娶莎拉摩根（娘家姓库利）
    - 大卫·摩根（1648-1731），娶玛丽·摩根（娘家姓克拉克）
    - 毗拉提·摩根（1650-1675），娶莉迪亚·摩根（姓不明）
    - 艾萨克·摩根（1652-1706），娶阿比盖尔·摩根（娘家姓加德纳）
    - 莉迪亚·摩根（1654-1737），嫁埃德蒙·马歇尔，后与约翰·皮尔斯再婚
    - 汉娜·摩根（1656-1697），嫁塞缪尔·特里二世
    - 梅西·摩根（1658-1660）

迈尔斯·摩根支系
- 迈尔斯·摩根（1616-1699），娶伊丽莎白·摩根（娘家姓布利斯）
  - 纳撒尼尔·摩根（1671-1752），娶汉娜·摩根（娘家姓伯德）
    - 纳撒尼尔·摩根（1692-1763）
    - 塞缪尔·摩根（1694-1777），娶雷切尔·摩根（娘家姓史密斯）
    - 埃比尼泽·摩根（1696-1770），娶阿比盖尔·摩根（娘家姓阿什利），后与莉迪亚·摩根再婚
    - 汉娜·摩根（1698-1784），嫁约瑟夫·凯洛格
    - 迈尔斯·摩根（1700-1783），娶莉迪亚·摩根（娘家姓戴）
    - 约瑟夫·摩根（1702-1786），娶玛丽·摩根（娘家姓斯特宾斯）
    - 詹姆斯·摩根（1705-1786），娶梅西·摩根（娘家姓布利斯）
    - 艾萨克·摩根二世（约1707-1796），娶露丝·摩根（娘家姓阿尔沃德）
    - 伊丽莎白·摩根（1710-1745）

约瑟夫·摩根支系
- 约瑟夫·摩根（1702-1773），娶玛丽·摩根（娘家姓斯特宾斯）
  - 小约瑟夫·摩根（1736-1813），娶艾克斯比瑞恩斯·摩根（娘家姓史密斯）
    - 欧律狄刻·摩根（生于1765）
    - 赫尔达·摩根（1767-1770）
    - 赫尔达·摩根（生于1770）
    - 南希·摩根（1772-1835）
    - 押撒·摩根（1774-1868）
    - 约瑟夫·摩根三世（1780-1847），娶莎拉·摩根（娘家姓斯宾塞）
      - 玛丽·摩根（1808-1897）
      - 露西·摩根（1811-1890）
      - 朱尼厄斯·斯宾塞·摩根（1813至90年），娶朱丽叶·皮尔庞特

    - 贝特西·摩根（1782-1786）

  - 提图斯·摩根（1737-1739）
  - 提图斯·摩根（1740-1834），娶莎拉·摩根（娘家姓摩根）
  - 卢卡斯·摩根（生于1742或1743年）
  - 伊丽莎白·摩根（1745年至1782年），嫁小托马斯·怀特
  - 犹大·摩根（生于1748或1749年），娶伊丽莎白·施沃埃
  - 杰西·摩根（生于1748年）
  - 汉娜·摩根（生于1751或1752年），嫁约翰·莱格

朱尼厄斯·斯潘塞·摩根支系
- 朱尼厄斯·斯宾塞（J.S.）摩根（1813-1890），娶朱丽叶（朱丽亚）·摩根（娘家姓皮尔庞特）
  - 约翰·皮尔庞特（J.P.）摩根（1837-1913）
  - 莎拉·斯宾塞·摩根（1839-1896）
  - 玛丽·莱曼摩根（1844-1919），嫁沃尔特·海斯·伯恩斯
  - 小朱尼厄斯·斯宾塞·摩根（1846-1858）
  - 朱丽叶·皮尔庞特·摩根（生于1843至1847年间）

约翰·皮尔庞特·摩根支系
- 约翰·皮尔庞特（JP）摩根（1837-1913），娶弗朗西斯·路易莎·摩根（娘家姓崔西）
  - 路易莎·皮尔庞特·摩根（1866-1946），嫁赫伯特·利文斯·萨特利
  - 小约翰·皮尔庞特·摩根（1867-1943），娶简·诺顿·摩根（娘家姓格鲁）
    - 朱尼厄斯·斯宾塞·摩根三世（1892-1960），娶路易丝·匡威
    - 简·诺顿·摩根（1893年出生，卒年不详）
    - 弗朗西斯·特雷西·摩根（1897-1989），妻子不详
    - 亨利·斯特吉斯·摩根（1900-1982），摩根士丹利联合创始人
      - 约翰·亚当斯·摩根（生于1930年）
        - 小约翰·亚当斯·摩根（生于1954年）

    - 爱丽丝·摩根（生于1918年）

  - 朱丽叶·皮尔庞特·摩根（1870-1952），嫁威廉·皮尔森·汉密尔顿
  - 安妮·特雷西·摩根（1873-1952）

## 选择书目
- 《摩根公司：一个美国银行王朝与现代金融业的崛起》，作者罗恩·切尔诺